# Hector de Maris
Sir Hector de Maris (o Ector de Maris o, italianizzato, Ettore di Maris) è un personaggio del ciclo arturiano. È un cavaliere della Tavola Rotonda di re Artù. Nacque da una relazione extraconiugale tra il re Ban di Benwick e una nobildonna, la Dama de Maris; per parte di padre è fratellastro di Lancillotto del Lago e cugino di Bors il Giovane e Lionel.
Ser Hector de Maris partecipa a svariate imprese e combatte numerosi tornei nelle opere in cui appare, ma in generale è un personaggio secondario. Parte alla ricerca del Sacro Graal assieme a ser Galvano, nipote di re Artù, ma ben presto è costretto a rinunciare perché difetta della necessaria virtù. Tenta di battere l'infame cavaliere Turquine, ma viene sconfitto e rinchiuso nelle sue segrete, finché non viene liberato da ser Lancillotto. Più tardi, allorché Lancillotto era fuggito da Camelot in preda ad un accesso di follia, Hector lo rintraccia e lo persuade a fare ritorno. Ha una lunga relazione con una dama di nome Perse, dopo aver ucciso il suo fidanzato per averla per sé, e ritorna da lei anche dopo una breve liaison con la dama di Roestoc.
Quando Lancillotto è bandito da Camelot a causa della sua relazione con Ginevra, moglie di re Artù, Hector si schiera con il fratellastro, lo aiuta a liberare Ginevra e a difendere la Guardia Gioiosa (il castello di Lancillotto) dai cavalieri di Artù. Segue Lancillotto anche in Francia e poi, di ritorno in Gran Bretagna, nella battaglia contro i figli di Mordred. Finito definitivamente il regno di Artù e la Tavola Rotonda, Lancillotto e Hector si ritirano in monastero.
Hector de Maris non è da confondere con Sir Ector, il padre adottivo di Artù Pendragon.